# Sint Maartenszee
Sint Maartenszee (kurz St. Maartenszee) ist ein Dorf in der Gemeinde Schagen (bis Ende 2012 Zijpe) in der Provinz Nordholland. Es liegt nördlich von Petten und südlich von Callantsoog an der Nordsee und lebt überwiegend vom Tourismus. Permanent leben im Ort entlang der Straßen Zeeweg und Westerduinweg nur etwa 95 Einwohner.
Das Dorf befindet sich nahe Sint Maartensvlotbrug und am Rande des Naturreservates „Het Wildrijk“, das für seine wildwachsenden Hyazinthen und für das 2010 begonnene „Duinrellenproject“ bekannt ist, das die Gegend mit sauberem Wasser aus den Dünen versorgt.
An der Grenze zu Sint Maartensvlotbrug sowie direkt im Dorf liegen zahlreiche Campingplätze und Bungalowparks.
Nördlich von St. Maartenszee erstreckt sich das Naturreservat „Zwanenwater“, das bis Callantsoog reicht. Hier liegt einer der größten natürlichen Strandseen Europas.
Ferner liegen im Dorf der Freizeitpark „De Goudvis“ und die Diskothek „Dansen bij Franssen“.
Direkt in den Dünen vor St. Maartenszee befindet sich der High Flux Reaktor, ein nuklearer Forschungsreaktor mit 45 MW Leistung  (Petten High Flux Reactor / HFR). Der Schwerpunkt dieses Reaktors liegt in der Erzeugung von Neutronen für biologische und physikalische Forschung. Ferner werden dort Radiopharmazeutika hergestellt.

## Bilder

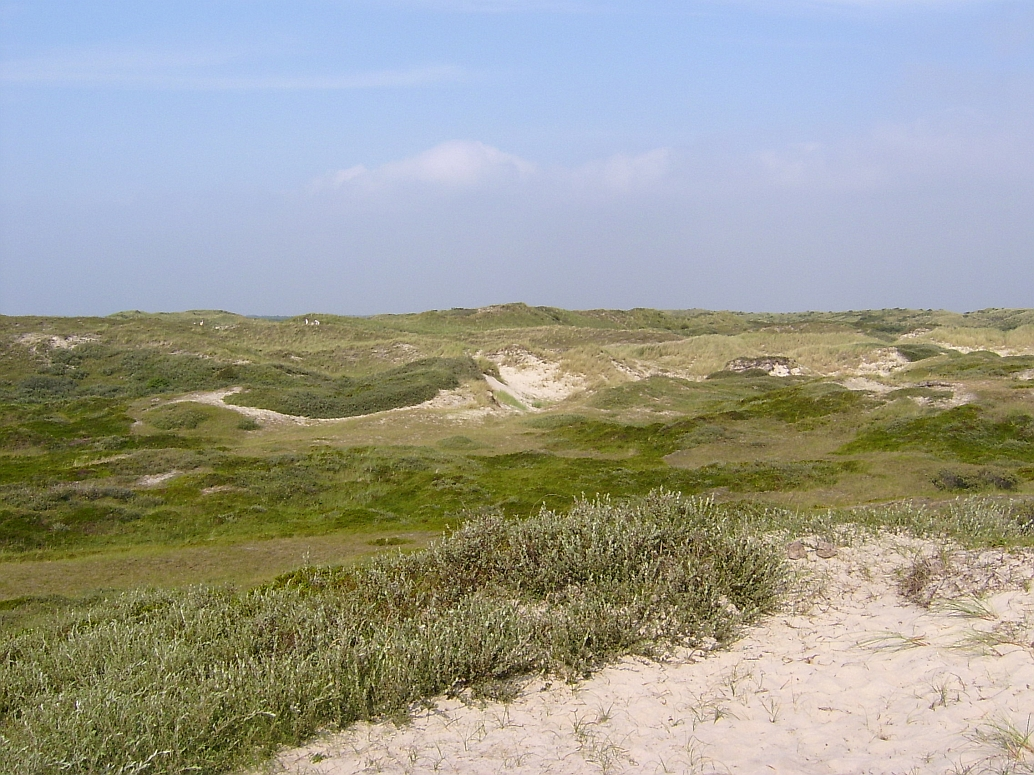
Dünenlandschaft bei St. Maartenszee
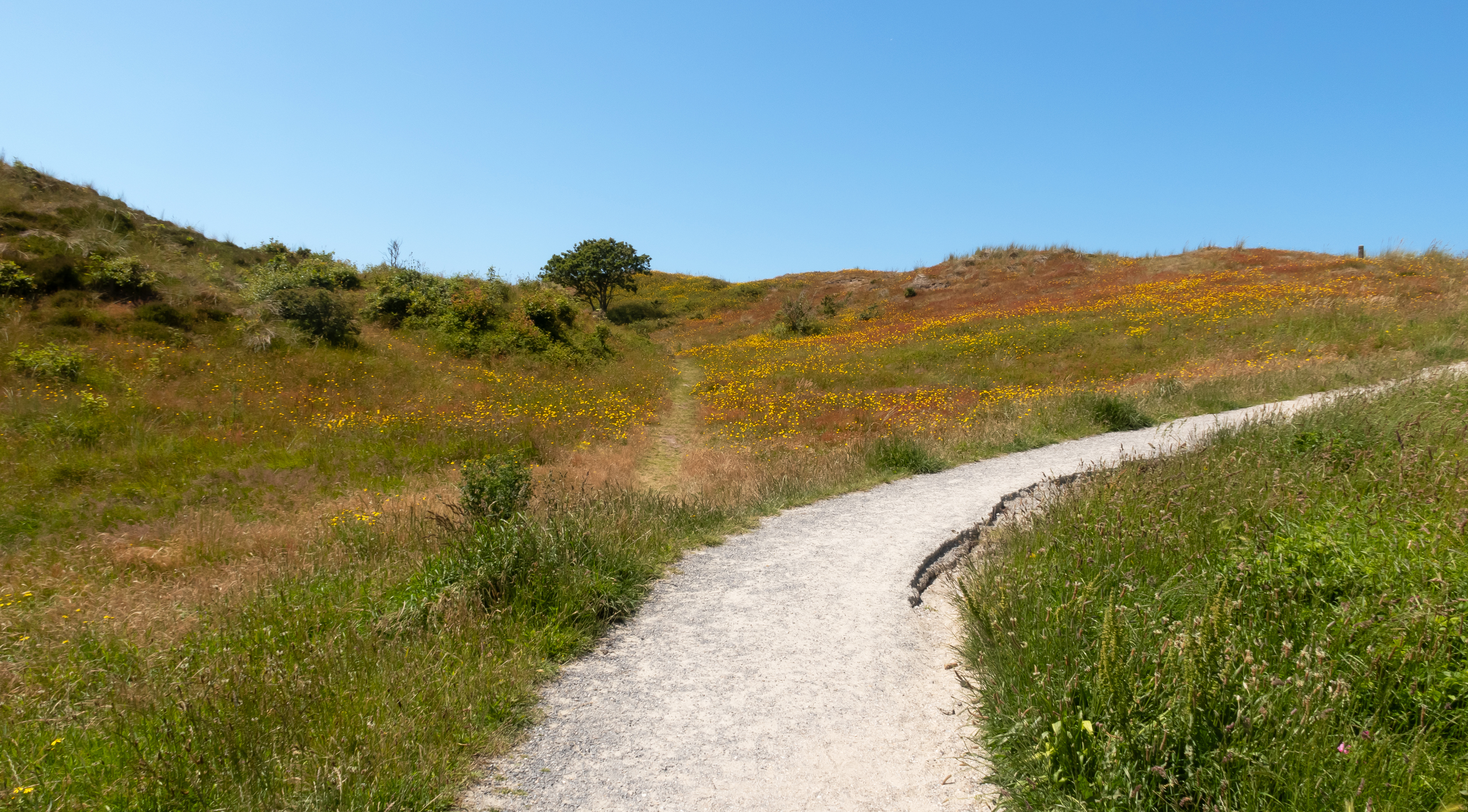
bei Sint Maartenszee, Dünen (die Pettemerduinen) auf dem Campingplatz
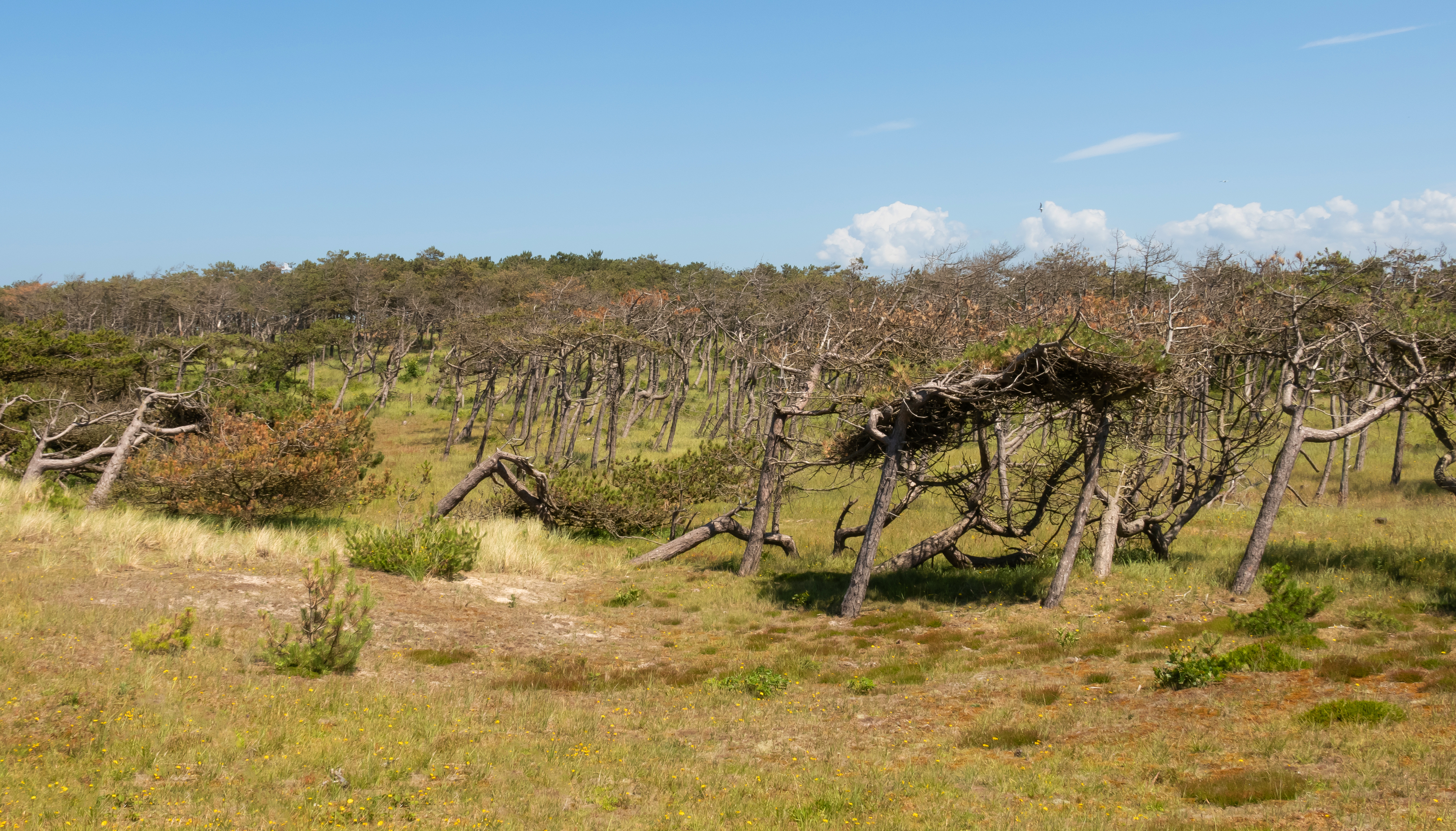
zwischen Sint Maartenszee und Petten, Dünengebiet Pettemerduinen
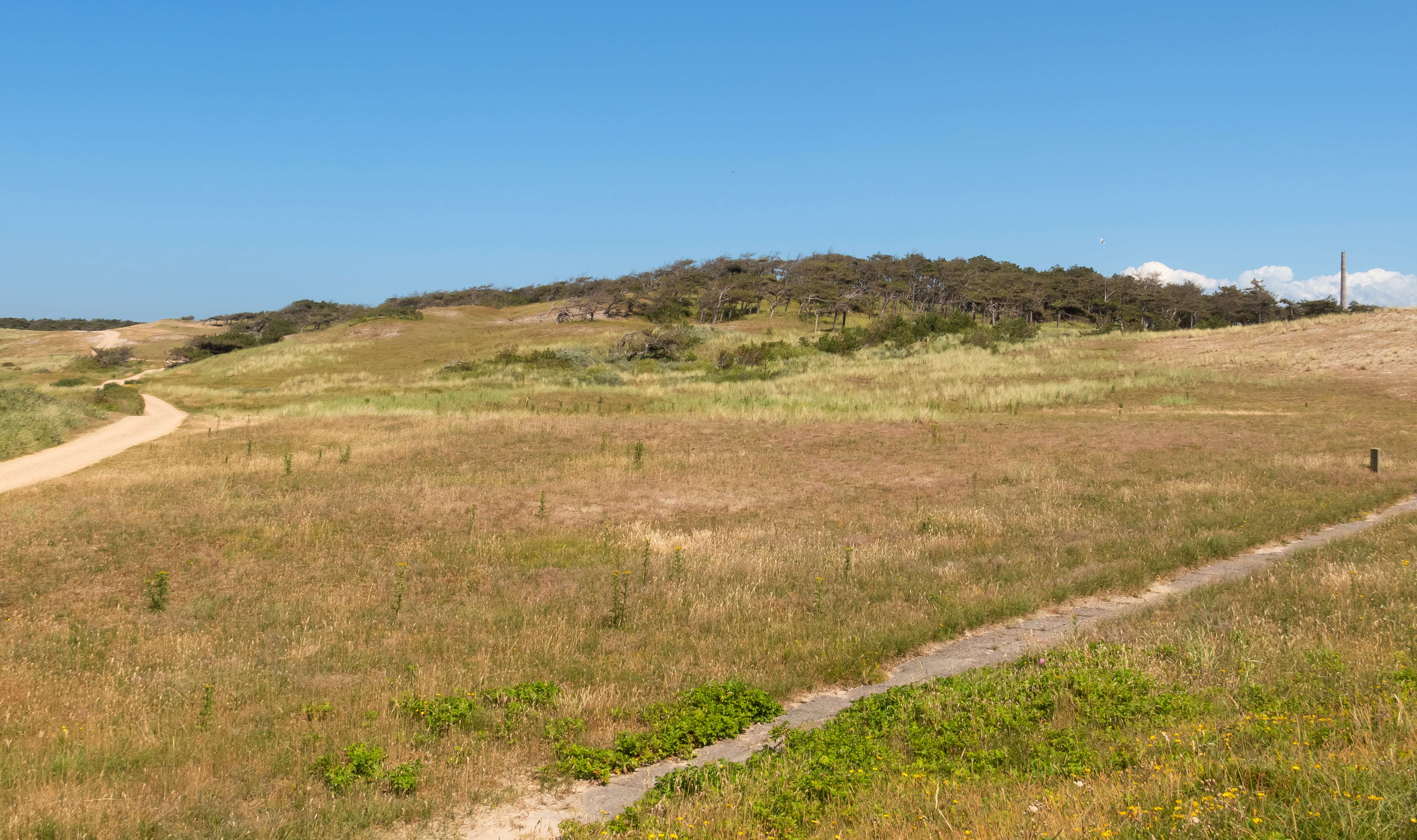
zwischen Sint Maartenszee und Petten, Dünengebiet Pettemerduinen
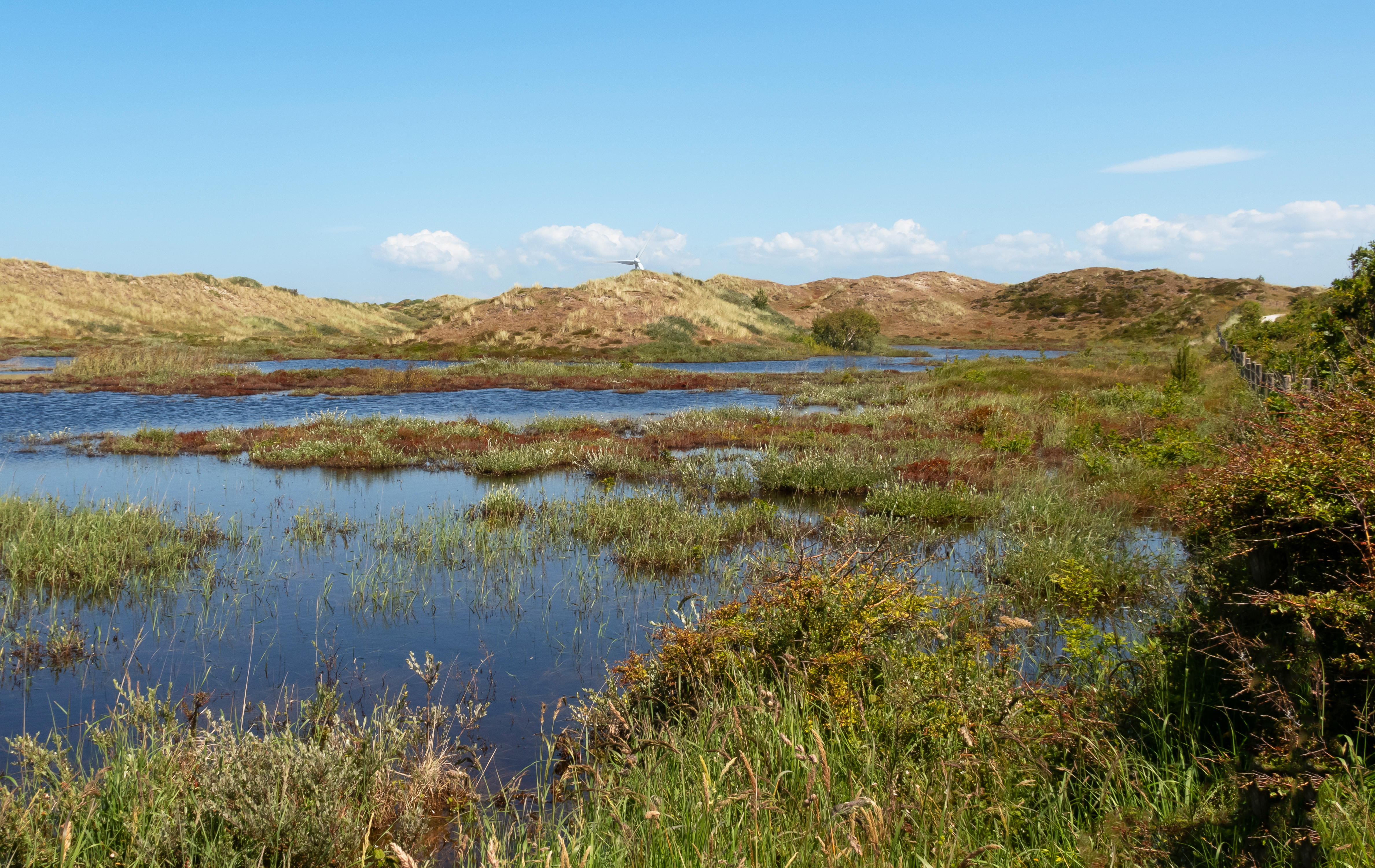
zwischen Sint Maartenszee und Petten, Dünengebiet Pettemerduinen
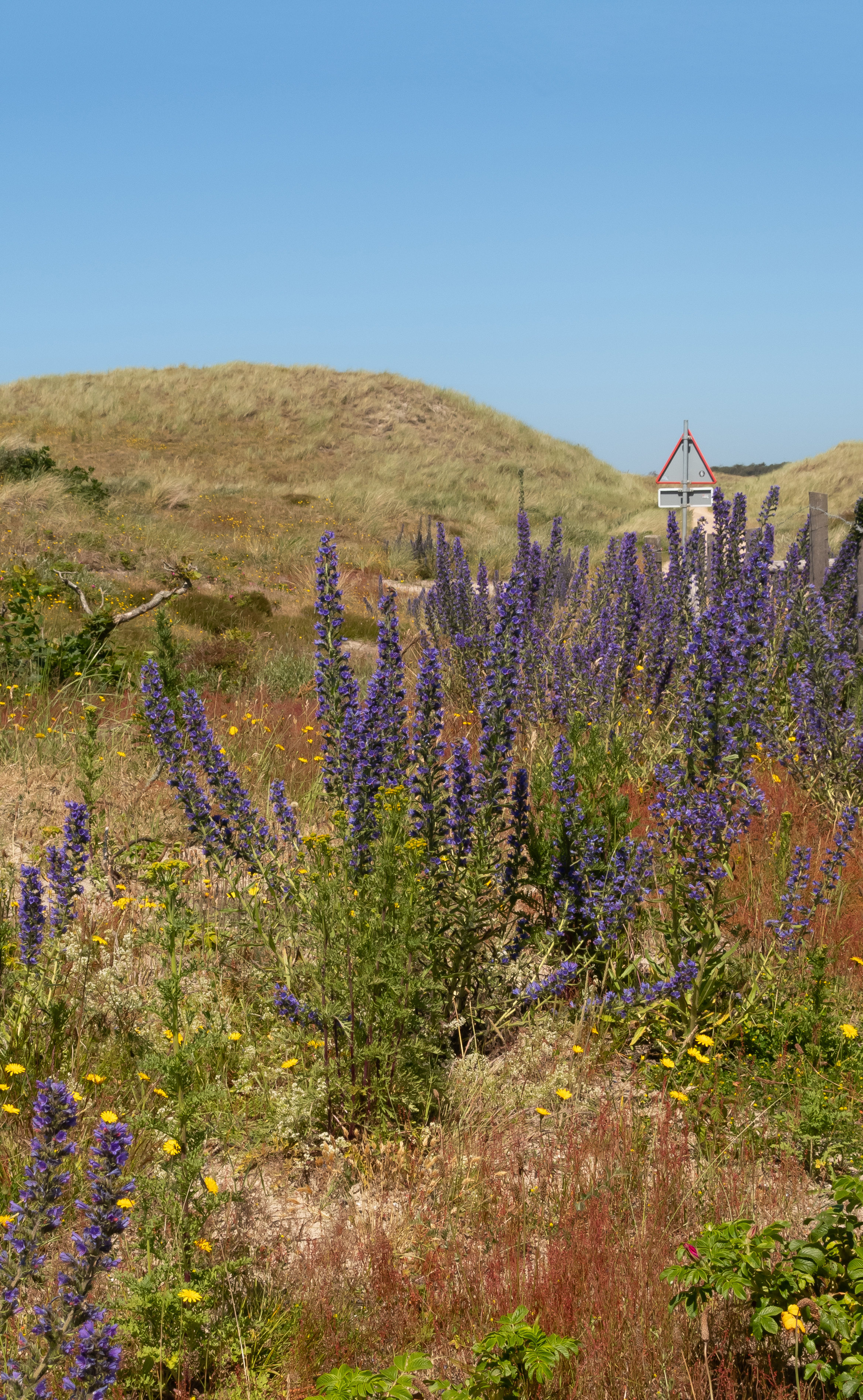
zwischen Sint Maartenszee und Petten, Sträucher im Dünengebiet Pettemerduinen